# 第3號鋼琴協奏曲 (貝多芬)

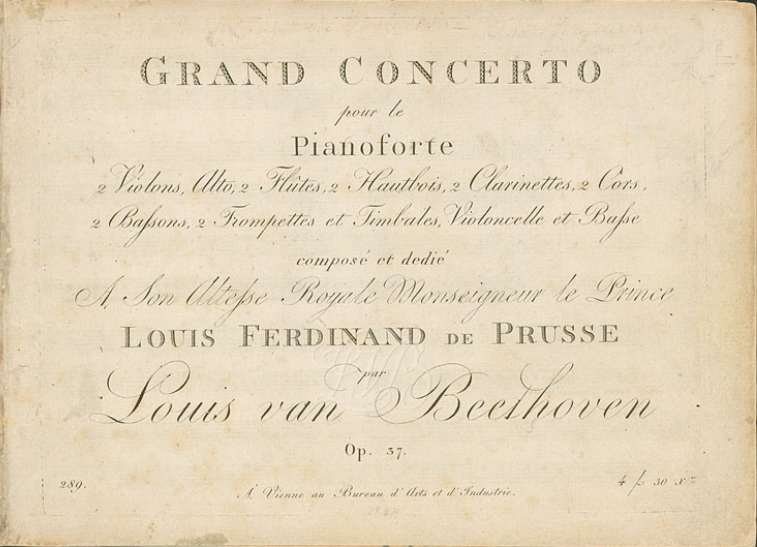
贝多芬第三钢琴协奏曲第一版的封面

C小調第三鋼琴協奏曲，作品37，乃貝多芬之第三首鋼琴協奏曲，於1800年間完成，並於1803年4月5日由作曲家本人在維也納劇院首演。此曲是貝多芬唯一以小調寫成的鋼琴協奏曲。

## 創作背景
此曲早在1796年已計劃編寫（當中更牽涉到華彩樂段），但重要部分卻要在1800年方才完成，而首演則在1803年4月5日於維也納韋恩河畔之劇院進行。他的工作方式可由他的其中一名學生所撰寫的筆記窺探一二：首演當天，原本該學生準備在清晨五時造訪貝多芬，然而貝多芬卻已經起床，及準備為樂團編撰伸縮號分譜及合唱聲部，接著又由李赫諾夫親王負責提供他的凍肉及酒作午膳；至於排練則一直持續至黃昏六時。
繁重的分譜編寫，加上樂團及合唱團之排練，使得貝多芬無法完成編撰鋼琴部分。負責替貝多芬演出時翻譜的伊格纳兹·冯·塞弗里德憶述當時情景說：「他根本沒時間同時將獨奏部分寫於紙上，差不多全首皆要憑記憶彈出。在不少未曾寫出的段落當中，他快要完成時皆會偷偷瞟我一眼示意。」

## 曲式及內容
樂器構成：獨奏鋼琴、長笛2、單簧管2、雙簧管2、低音管2、法國號2、小號2、定音鼓、弦樂五部。此首合共35分鐘之協奏曲，共分下列三段樂章：
1. 活潑的快板（Allegro con brio）
2. 緩板（Largo）
3. 迴旋曲—快板（Rondo - Allegro）

### 第一樂章

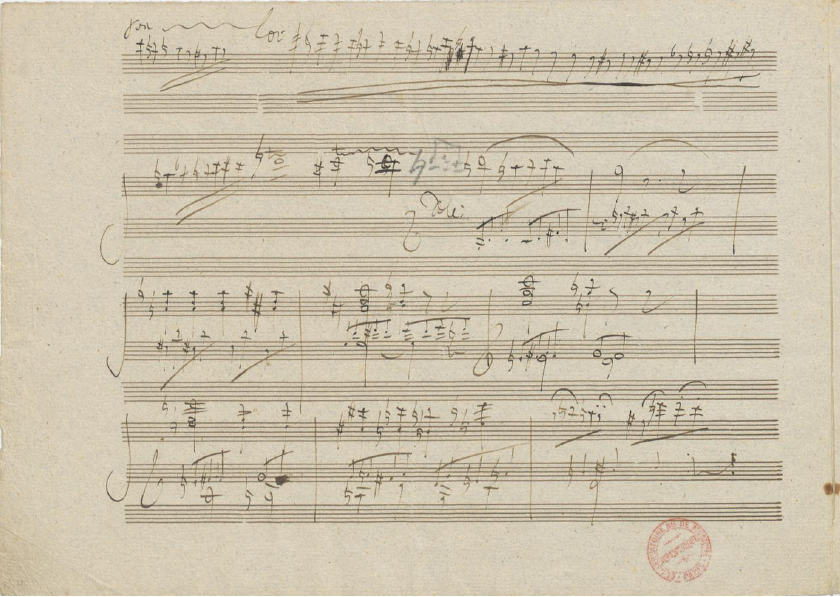
第一乐章华彩乐段手稿

活潑的快板（Allegro con brio），C小調，2/2拍，協奏性的奏鳴曲形式。弦樂以C-E♭-G-F-E♭-D-C安靜地導出主題，以定音鼓之獨特音色作模仿；在尾聲時，當雄偉的華彩樂段將近完結時，定音鼓貝多芬在1796年所言再次出現，還加上弦樂在開首時之音型。

### 第二樂章
緩板（Largo），E大調，3/8拍子。滿載動人遐思之氣氛。鋼琴以和弦奏出旋律，並帶有聖歌之味道。緊接之樂段則如某評論家所言，「充滿極具創意之編排，把鋼琴完全融合在樂團結構當中」，而且也是貝多芬登峰造極的一首作品。

### 第三樂章
迴旋曲—快板（Rondo - Allegro），C小調，2/4拍。此樂章情景頗特別，開頭充滿喧鬧，並巧妙地抹掉了大小兩調之界限。但頃刻間，這個平易近人的主題逐漸變得慷慨激昂，鋼琴在管樂鼓動下，展現出華麗的琶音。此外，單簧管亦在樂章加設一愉快主題，使田園氣息大為增加。但其後之賦格曲樂段，卻引發本樂章至壯麗高潮，鋼琴以八度音盡顯超凡技巧後，再次出現趣味盎然之情調，並以燦爛無比的氣氛作結。